# Katorga

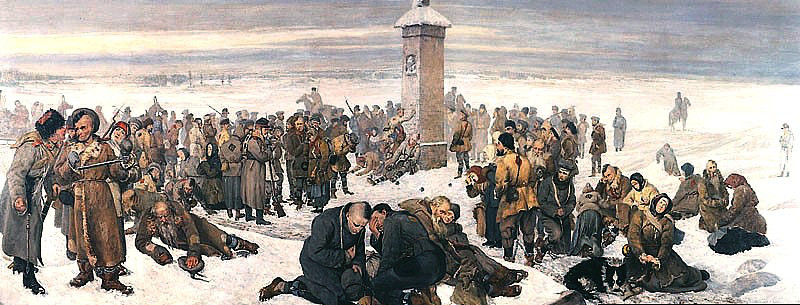
Vaarwel Europa!. Een schilderij van Aleksander Sochaczewski dat de verbanning van een aantal Polen na de mislukte Januariopstand van 1863 als onderwerp heeft. Het schilderij toont de stop van het gevangenenkonvooi bij de obelisk die de grens tussen Europa en Azië voorstelt (bij Pervo-oeralsk). Verbanning naar Siberië betekende meestal dat een gevangene nooit weer terug zou keren.

Katorga (Russisch: каторга, katorga; van het Griekse: κάτεργον, katergon, galei) was een systeem van strafkampen in het Keizerrijk Rusland. 
Gevangenen werden naar afgelegen kampen in uitgestrekte onbewoonde gebieden van Siberië gestuurd en gedwongen om daar zwaar werk te verrichten.
In tegenstelling tot concentratiekampen viel de 'katorga' binnen het normale wettelijke systeem van Rusland. Men werd door een rechtbank tot dwangarbeid in een katorga veroordeeld. Beide hebben ze echter dezelfde belangrijkste gemeenschappelijke eigenschappen; opsluiting, vereenvoudigde faciliteiten (in tegenstelling tot gevangenissen) en dwangarbeid, vaak zwaar ongeschoold of semi-geschoold werk.
Na de Russische Revolutie van 1917 werd het systeem door de bolsjewieken overgenomen en uiteindelijk omgezet naar de Goelag.

## Geschiedenis
De katorga begon in 1692, toen Peter de Grote een oekaze uitvaardigde die voortaan voor sommige vergrijpen in plaats van de doodstraf zwaar werk oplegde.
Katorga's werden opgezet in dunbevolkte gebieden van Siberië en het Russische Verre Oosten die weinig steden of voedselbronnen kenden. Desalniettemin wisten enkele gevangenen met succes te ontsnappen naar bewoonde gebieden. Gevangenen werden ook ingezet in Europees Rusland, bij de bouw van Sint-Petersburg en de aanleg van wegen, tunnels, havens en in de mijnen en metallurgische fabrieken van het Oeralgebied.
De best bekende werkzaamheden binnen de katorgakampen waren de mijnbouw en bosbouw. Een belangrijk voorbeeld was de aanleg van de karrenweg van Amoer (Амурская колесная дорога), die werd geprezen als een succes in de organisatie van strafarbeid.
De Russische toneelschrijver en arts Anton Tsjechov bezocht in 1890 de katorga-nederzettingen op het eiland Sachalin in het Russische Verre Oosten met de bedoeling om de schrijnende omstandigheden daar vast te leggen en schreef hierover in zijn boek Sachalineiland, dat aanleiding werd voor de verbetering van de levensomstandigheden daar. Hij bekritiseerde de kortzichtigheid en onkunde van de functionarissen die er de leiding over hadden en die leidden tot slechte levensomstandigheden, verspilling van overheidsgelden en lage productiviteit. In zijn boek De Goelag Archipel citeerde Aleksandr Solzjenitsyn Tsjechov vaak waar het ging om de werkkampen in de Sovjet-Unie. Solzjenitsyn wilde hiermee illustreren dat de levensomstandigheden van de gevangenen enorm waren verslechterd vergeleken bij die van de katorga-gevangenen ten tijde van Tsjechov.
Pjotr Kropotkin werd tijdens zijn periode als persoonlijk assistent van de gouverneur van Transbaikal aangesteld om de staat van het gevangenissysteem in het gebied te inspecteren en beschreef zijn ervaringen later in zijn boek In Russische en Franse Gevangenissen.
| Jaar    | Gevangenen          |
| Katorga | Katorga             |
| ------- | ------------------- |
| 1830    | 8000                |
| 1870    | 20.000              |
| 1900    | 30.000              |
| Goelag  |                     |
| 1921    | 150.000             |
| 1937    | 1.190.000           |
| 1953    | 2.500.000 (of meer) |

## Bekende katorga's
- Nertsjinsk-katorga (Нерчинская каторга)
  - Akatoej-katorga (Акатуйская каторга)
  - Algatsja-katorga (Алгачинская каторга)
  - Kara-katorga (Карийская каторга)
  - Maltsev-katorga (Мальцувская каторга)
  - Zerentoej-katorga (Зерентуйская каторга)
- Strafkolonie Sachalin (Сахалинская каторга)

## Bekende gevangenen in katorga's
- Fjodor Dostojevski (van 1849 tot 1854), Russisch schrijver. Opgesloten vanwege revolutionaire activiteiten tegen tsaar Nicolaas I. Tijdens zijn gevangenschap in de katorga verliet hij zijn eerdere standpunten en werd sterk conservatief en zeer religieus.
- Feliks Dzerzjinski, oprichter van de Tsjeka. Twee keer opgesloten (1897 en 1900) voor revolutionaire activiteiten en ontsnapt.
- Pjotr Kropotkin, bekende Russische wetenschapper en anarchist.
- Vladimir Lenin, bekendste Russische revolutionair. Zou twee keer zijn ontsnapt.